# Tabuadelo e São Faustino
Tabuadelo e São Faustino (oficialmente: União das Freguesias de Tabuadelo e São Faustino) é uma freguesia portuguesa do município de Guimarães, com 5,05 km² de área e 2 415 habitantes (censo de 2021). A sua densidade populacional é 478,2 hab./km².

## História
Foi constituída em 2013, no âmbito de uma reforma administrativa nacional, pela agregação das antigas freguesias de Tabuadelo e São Faustino e tem a sede em Tabuadelo.

## Demografia
A população registada nos censos foi:
| Distribuição da População por Grupos Etários | Distribuição da População por Grupos Etários | Distribuição da População por Grupos Etários | Distribuição da População por Grupos Etários | Distribuição da População por Grupos Etários | Distribuição da População por Grupos Etários |
| -------------------------------------------- | -------------------------------------------- | -------------------------------------------- | -------------------------------------------- | -------------------------------------------- | -------------------------------------------- |
| Antes da agregação                           |                                              |                                              |                                              |                                              |                                              |
| Ano                                          | 0-14 anos                                    | 15-24 anos                                   | 25-64 anos                                   | >= 65 anos                                   | Total                                        |
| 2001                                         | 602                                          | 497                                          | 1459                                         | 215                                          | 2773                                         |
| 2011                                         | 452                                          | 340                                          | 1487                                         | 274                                          | 2553                                         |
| Após a agregação                             |                                              |                                              |                                              |                                              |                                              |
| Ano                                          | 0-14 anos                                    | 15-24 anos                                   | 25-64 anos                                   | >= 65 anos                                   | Total                                        |
| 2021                                         | 288                                          | 303                                          | 1384                                         | 440                                          | 2415                                         |